# فرودگاه بین‌المللی مرسی عالم
فرودگاه بین‌المللی مرسی عالم (به انگلیسی: Marsa Alam International Airport) یک فرودگاه همگانی با کد یاتا RMF است که یک باند فرود آسفالت دارد و طول باند آن ۳۰۰۰ متر است. این فرودگاه در کشور مصر قرار دارد و در ارتفاع ۷۷ متری از سطح دریا واقع شده‌است.

## شرکت‌های هواپیمایی و مقصدهای پروازی
| شرکت‌های هواپیمایی                          | مقصدهای پروازی                                                                                    |
| ------------------------------------------ | ------------------------------------------------------------------------------------------------- |
| ایر قاهره                                  | پراگ رازیون، گراتس، لینز، کاتوویتس، شوپن ورشو                                                     |
| ایر صربیا اجرا توسط ایر صربیا              | چارتر فصلی: بلگراد نیکولا تسلا                                                                    |
| Azur Air Germany                           | چارتر: دوسلدورف                                                                                   |
| بلو پاناروما ایرلاینز                      | چارتر: بلوونی گوگلیلمو مارکونی، میلانو مالپنسا، گالیله                                            |
| ادلوایس ایر                                | زوریخ                                                                                             |
| اجیپت‌ایر اکسپرس                            | قاهره                                                                                             |
| انتر ایر                                   | چارتر: کاتوویتس، وروتسواف کوپرنیکوس                                                               |
| یورو وینگز                                 | وین                                                                                               |
| جزیره ایرویز                               | کویت                                                                                              |
| لوت پولیش ایرلاینز                         | چارتر فصلی: شوپن ورشو، کاتوویتس                                                                   |
| مریدیانا                                   | چارتر: بلوونی گوگلیلمو مارکونی، میلانو مالپنسا، لئوناردو دا وینچی-فیومیچینو، تورین کاسله، ورونا   |
| میسترال ایر                                | چارتر: میلانو مالپنسا، گالیله                                                                     |
| Neos                                       | چارتر: اوریو آل سریو، بلوونی گوگلیلمو مارکونی، میلانو مالپنسا، لئوناردو دا وینچی-فیومیچینو، ورونا |
| Small Planet Airlines                      | لئوناردو دا وینچی-فیومیچینو، ویلنیوس                                                              |
| اسمال پلنت ایرلاینز                        | شوپن ورشو                                                                                         |
| اسمارت‌وینگز اجرا توسط تراول سرویس ایرلاینز | برنو-تورانی                                                                                       |
| سان‌اکسپرس دویچلند                          | دوسلدورف، فرانکفورت، لایپزیگ/هال، مونیخ، اشتوتگارت                                                |
| Thomas Cook Airlines                       | بیرمنگام (آغاز از ۶ نوامبر ۲۰۱۷), گاتویک (آغاز از ۲۶ اکتبر ۲۰۱۷)                                  |
| Thomas Cook Airlines Scandinavia           | فصلی: استکهلم-آرلاندا                                                                             |
| Thomson Airways                            | گاتویک                                                                                            |
| تراول سرویس ایرلاینز                       | پراگ رازیون، شوپن ورشو                                                                            |
| تراول سرویس                                | چارتر فصلی: بوداپست فرنک لیست                                                                     |
| تراول سرویس                                | ام. آر. استفانیک، کوشیتسه                                                                         |
| TUI fly Belgium                            | بروکسل                                                                                            |
| تی‌یوآی‌فلای                                 | چارتر: فرانکفورت، هانوفر، مونیخ، اشتوتگارت                                                        |
| تی‌یوآی ایرلاینز نیدرلندز                   | اسخیپول آمستردام                                                                                  |